# Stellet Licht
Stellet Licht é um filme de drama germano-mexicano de 2007 dirigido e escrito por Carlos Reygadas. Foi selecionado como representante do México à edição do Oscar 2008, organizada pela Academia de Artes e Ciências Cinematográficas.

## Elenco
- Cornelio Wall - Johann
- Miriam Toews - Esther
- Maria Pankratz - Marianne
- Peter Wall